# Imatra
Imatra este o comună din Finlanda.